# واورلی (کانزاس)
واورلی (به انگلیسی: Waverly) شهری در ایالت کانزاس کشور ایالات متحده آمریکا است که جمعیت آن در سرشماری سال ۲۰۱۰ میلادی، ۵۹۲ نفر بوده‌است.